# Raccolte extraeuropeu del Castello Sforzesco
La Raccolte Extraeuropee del Castell Sforza és el patrimoni format per 8.000 objectes, resultat de la reunió d'algunes col·leccions pertanyents a diversos ens públics milanesos i de propietats de l'Ajuntament de Milà. L'arc cronològic va del Perú precolombí (1200-200 a.C.) als primers decennis del segle xx, mentre la procedència geogràfica comprèn Intervinc i Extrem Orient, Amèrica Meridional i Central, Àfrica Occidental i Central i alguns objectes de l'Àsia Sud-oriental i Oceania.
Durant els darrers anys, gràcies a importants llegats de famílies i particulars, les col·leccions s'han enriquit amb unes 3.000 unitats.
Es tracta de col·leccions de formació antiga, fruit de les donacions fetes des de la segona meitat del segle XIX fins a l'actualitat per missioners, viatgers i col·leccionistes milanesos. Les col·leccions, que a l'obertura dels museus cívics del Castello Sforzesco el 1900 es van exposar en grups reduïts, de la segona postguerra, després dels bombardejos d'agost de 1943. Conservades durant molt de temps per manca d'espai expositiu, s'han traslladat des del 2015 al Museu de les Cultures de la ciutat de Milà.

## Història
El 1838 es va inaugurar el Museu d'Història Natural, el nucli fundacional es va constituir amb les col·leccions del naturalista Giuseppe De Cristoforis (1803-1837) i Giorgio Jan (1791 - 1866). Al principi, les col·leccions s'exposen a la galeria privada del Palazzo De Cristoforis i després a partir del 1844, amb motiu del VI Congrés de Científics italians, a l'antic convent de Santa Marta (edifici que ja no existeix). Entre el 1866 i el 1892 el Museu d'Història Natural es va traslladar al Palazzo Dugnani i des del 1892 fins als nostres dies als jardins de via Palestro. Es van rebre dues importants donacions a finals de la Dècada del 1950: la col·lecció de Paolo Mentagazza i la dels pares missioners de S. Calocero que consistia en objectes de les illes Woodlark. Des del 1958, el Museu d'Història Natural disposa d'una secció anomenada "Col·lecció d'etnografia i arqueologia" al registre del qual es pot llegir sobre les primeres donacions del Perú del professor Antonio Raimondi.
El 1863 es va establir a Brera elMuseo Patrio Archeologico i el 1867 va ser obert al públic.
El 1874, a Milà, alSalone dei Giardini Pubblici, es va celebrar l'exposició històrica d'art industrial, després de la qual es va crear una col·lecció que pertany a la Societat del Museu d'Art. Els objectes recollits aquí provenen de nobles, comerciants i industrials de Milà, molts dels quals feien negocis amb freqüència a l'orient, portant objectes i obres d'art a les seves residències milaneses. El 1878 es va fundar el Museu Artístic Cívic Municipal de Milà a les mateixes instal·lacions que l'exposició històrica. A la sala V apareixen gerros peruans, armes cisellades perses i àrabs, teixits orientals i japonesos. El 1879 aquestes obres apareixen al catàleg del Museu Artístic Municipal editat per Giuseppe Mongeri.
El 1900 el municipi va assignar el Castell Sforza com a seu dels seus museus i va transferir totes les obres del Museu Artístic Municipal i les del Museo Patrio Archeologico ja dipositades al municipi.
Entre 1904 i 1912 Pompeo Castelfranco reordena la col·lecció anomenada "Paletnografica" del castell, on també hi ha algunes peces de caràcter etnogràfic procedents d'Àfrica, Àsia i Amèrica. També es reordena la col·lecció de Giovanni Battista Lucini Passalacqua, el primer autèntic nucli d'obres procedents de l'Àsia oriental caracteritzat per una gran heterogeneïtat d'exemplars que inclouen bronzes, porcellana, teixits, ivoris, armes i laques.
Contribuint a les llavors col·leccions orientals es reben el 1908 les col·leccions de Carlo Giussani amb rètols pintats, netsuke, gerros, diverses armes i articles, i el llegat Ermellina Dandolo, format principalment per porcellana xinesa i japonesa que formaven els mobles del palau. Aquesta col·lecció hauria d'haver tingut una exposició digna a una sala, però els límits cognitius encara considerables denunciaven la manca d'interès per una preciosa col·lecció. Carlo Giussani, que el 1904 era regidor de la ciutat i regidor a Milà, on va néixer el 1846, s'havia traslladat a Yokohama a finals dels anys seixanta on exercia l'activitat d'inspector autoritzat per controlar la seda per a l'exportació, inicialment en una empresa, després de forma autònoma fins al 1896, i la d'agent comercial per a empreses estrangeres. La seva estada al Japó es documenta fins al 1902, quan torna a Itàlia.
El 1919 arriba al Castell la Col·lecció Turati (unes 1000 peces) i el conservador de l'època, Vicenzi, espera que arribi al Castell la Col·lecció Etnogràfica del Museu d'Història Natural. La col·lecció etnogràfica del Dr. Andrea Achille Turati es va formar durant les seves llargues estades a l'estranger, documentat per una interessant sèrie d'àlbums de fotos guardats a la Col·lecció Bertarelli de Milà. Turati, de fet, va viatjar durant deu anys a la Xina, el Japó, Austràlia, Àfrica i Rússia, recopilant una vasta col·lecció de caràcter etnogràfic que va presentar sistemàticament, que el 1920, tres anys després de la seva mort, va ser donada al castell.
Quan cap als anys vint la col·lecció etnogràfica arriba a un nombre considerable d'exemplars, el museu adopta una intensa política de compres, sobretot al llarg dels anys trenta. Entre ells destaca, per la qualitat de les obres, llavors definides excepcionals, la de Puini de 1926: sinòleg de la Universitat de Florència i apassionat col·leccionista, Carlo Puini havia recollit uns 150 bronzes xinesos i japonesos antics no catalogats i posats a la venda, després de la seva mort, de la seva filla Matilde juntament amb la biblioteca del seu pare, formada per 167 volums. En aquella època, a Milà hi havia empreses especialitzades en la importació d'objectes de l'Extrem Orient com la d'Enrico Bonomi, una casa fundada el 1920 amb seu a les Galeries Víctor Manuel II. El castell de Bonomi adquirirà una sèrie d'objectes japonesos destinats a la col·lecció etnogràfica.
El 1929 - 1930 es va establir una col·lecció etnogràfica que incloïa les col·leccions del Museu d'Història Natural, les ja presents al castell i algunes importants donacions, que s'exhibeixen a l'entresòl de la Sala della Balla, a sobre de les col·leccions sino-japoneses que s'hi van transferir.
El 1935 es va afegir lacol·lecció Vigoni (853 peces), mentre que la donació d'Alessandro Durini es remunta al 1939. Aquell any es va obrir el testament d'Antonio Durini, que havia mort el 1934, i que preveia la donació de la Galleria Durini al municipi de Milà, que, a més de pintures i mobles, conservava preciosa ceràmica i dos jocs complets de porcellana oriental.
Durant la Segona Guerra Mundial, la col·lecció etnogràfica es va desplaçar en gran part a Sondalo, però les col·leccions africanes i la preciosa col·lecció oceànica dels pares missioners de S. Calocero, que restaven exposades al castell, van ser destruïdes per bombardeigs. Després de la guerra, les col·leccions es van guardar als dipòsits del Castello Sforzesco.
El 1954 es van portar al Castell Sforzesco les col·leccions de ceràmica i bronze i objectes indis i egipcis del llegat de la comtessa Lydia Morando Attendere Bolognini, procedents de les cases de la via S. Andrea i la de Bagutta.
El 1970 el Museu Artístic i Arqueològic, situat al Castello Sforzesco, divideix les col·leccions existents per tipus i dona lloc als museus actuals.
El 1999, atesa la importància creixent de les col·leccions, es va decidir dissenyar unmuseu ad hoc, el Museu de les Cultures, inaugurat el 2015 a l'antiga zona industrial d'Ansaldo a la zona de Porta Genova i es van començar a separar totes les obres extraeuropees, donant vida a les Raccolte Extraeuropee.
El 2003 va ser nomenat el primer conservador de les col·leccions extraeuropees Centre de Cultures del Món.

## Exposicions
Per intentar superar la manca d'espais d'exposició a l'interior del castell Sforzesco i donar visibilitat a les col·leccions extraeuropees dels darrers anys, s'ha implementat una política d'exposicions semi-temporals en un itinerari museístic que s'articula al llarg d'algunes sales del Cortile della Rocchetta a l'interior de la Rocchetta i en particular a la sala 30, a la sala 36 i als espais del Museu d'Instruments Musicals.